# Willy Kemp
Pour les articles homonymes, voir Kemp.
Willy Kemp, né le 28 décembre 1925 à Kopstal et mort le 18 octobre 2021, est un coureur cycliste professionnel luxembourgeois.
Amateur, il est champion du monde universitaire et vice-champion du monde universitaire de poursuite par équipes en 1947. Il passe professionnel en 1947 et le reste jusqu'en 1957. Il remporte 8 victoires. Il devient champion du Luxembourg sur route et champion de Luxembourg des clubs en 1949.

## Palmarès
- 1946
  - 2e du championnat du Luxembourg sur route juniors

- 1947
  -  Champion du monde universitaire sur route
  - Grand Prix François-Faber
  - 2e du Grand Prix Général Patton
  -  Médaillé d'argent au championnat du monde universitaire de poursuite par équipes
  -  Médaillé de bronze au championnat du monde universitaire de poursuite

- 1949
  -  Champion de Luxembourg sur route
  -  Champion de Luxembourg des clubs
  - 4e de Liège-Bastogne-Liège
  - 4e du Critérium international de cyclo-cross

- 1950
  - 2e étape du Tour de Luxembourg
  - 10e du championnat du monde sur route

- 1951
  - 2e du championnat du Luxembourg sur route

- 1952
  - 1re étape du Grand Prix de la Bicicleta Eibarresa
  - 4ea étape du Tour de Luxembourg
  - 1re étape du Tour des Pays-Bas
  - 2e du championnat du Luxembourg sur route
  - 2e du Grand Prix de la Bicicleta Eibarresa

- 1954
  - 3e étape du Tour de l'Oise

- 1955
  - 2e étape du Tour de l'Oise
  - 4e étape du Tour de France
  - 2e du championnat du Luxembourg sur route
  - 3e du Tour de l'Oise

- 1956
  - 3e étape du Tour de Luxembourg

- 1957
  - 3e du championnat du Luxembourg sur route

## Résultats sur les grands tours

### Tour de France
- 1948 : abandon (11e étape)
- 1949 : éliminé (1re étape)
- 1950 : 21e
- 1951 : 55e
- 1952 : hors délai (11e étape)
- 1953 : 66e
- 1954 : 30e
- 1955 : 60e, vainqueur de la 4e étape
- 1956 : 83e
- 1957 : abandon (2e étape)

### Tour d'Italie
- 1956 : abandon (18e étape)